# Česká Kamenice (hrad)
Kamenice je zřícenina hradu nad Českou Kamenicí v okrese Děčín. Pozůstatky hradu se nachází na vrcholu Zámeckého vrchu (541 metrů) v severovýchodní části Českého středohoří. Zřícenina je od roku 1966 chráněna jako kulturní památka. Díky rozhledně je místem dalekého rozhledu.

## Historie
Hrad pravděpodobně založil v letech 1427–1433 Zikmund Děčínský z Vartenberka poté, co od Jindřicha Berky z Dubé koupil panství hradu Falkenštejn. Nový hrad nad Kamenicí měl nahradit hrad Fredevald, který zůstal v majetku Jitky z Hazmburka, manželky Jindřicha Berky. První písemná zmínka o hradu pochází až z roku 1476. Roku 1440 podniklo lužické Šestiměstí výpravu do okolí hradu, při které vypálilo Kamenici, ale není jisté, zda se jednalo o městečko nebo o hrad. Roku 1515 koupili panství páni ze Salhausenu, kteří si ve městě pod hradem založili nový zámek, a na hradě už nebydleli. V roce 1535 Kamenice opět patřila Vartenberkům, ale ani oni už hrad nevyužívali. Za třicetileté války se o hrad, snad částečně obnovený, v roce 1639 strhla potyčka a Švédi jej znovu vypálili a pobořili.
V roce 1880 se členové Okrašlovacího spolku pustili do vyčistění od náletů a oprav zdiva. Pak byla budova hradního paláce upravena jako turistická chata, byla zde postavena i šestnáct metrů vysoká rozhledna s výhledem na Českou Kamenici. V roce 1910 spolek dokázal zpřístupnit rytířský sál.
Po roce 1940 začal objekt včetně rozhledny chátrat, deset let poté zanikla restaurace, dřevěná věž se rozpadávala.

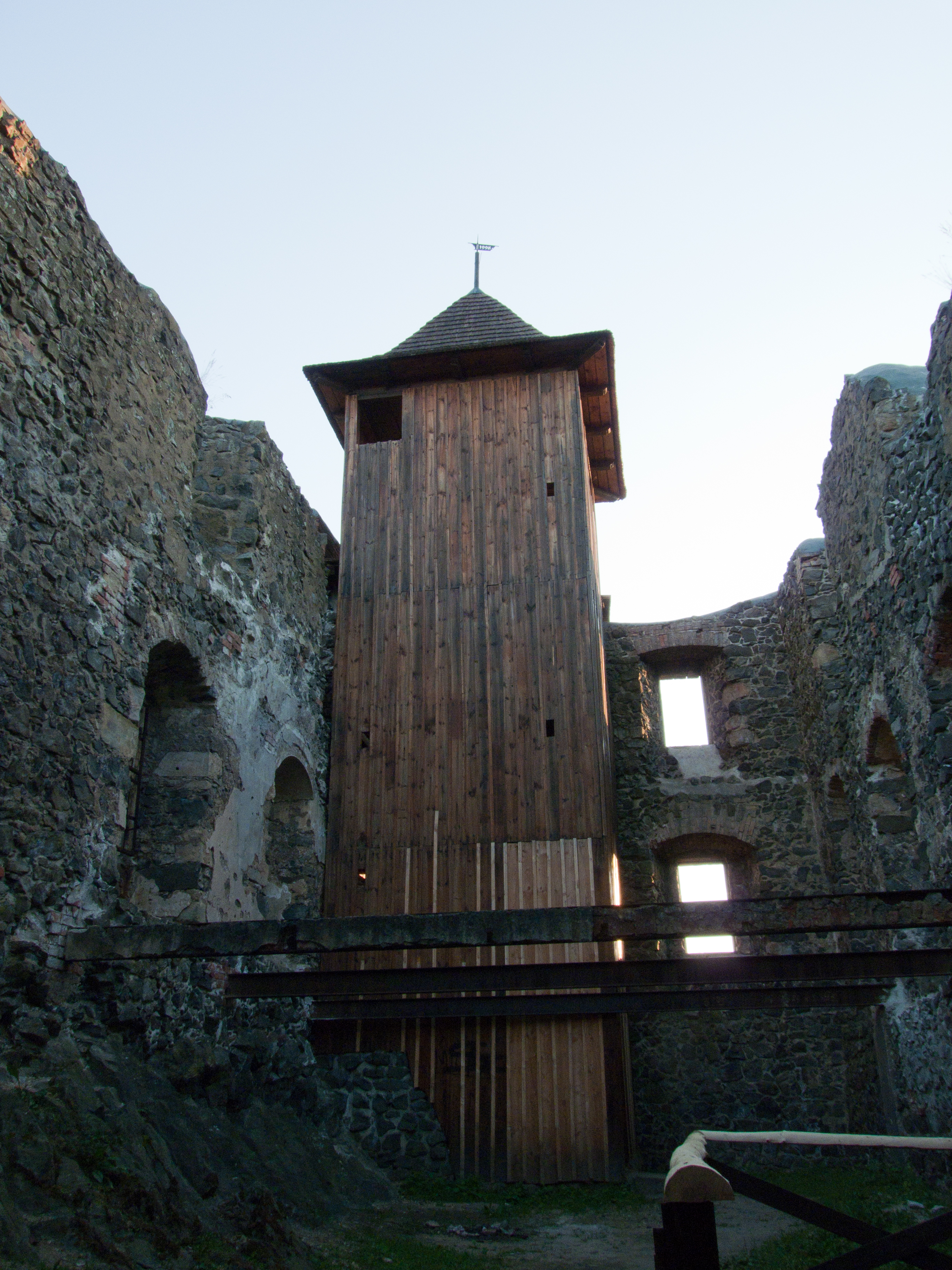
Rozhledna uvnitř hradu

V roce 1995 se zásluhou v České Kamenici nově zřízené nadace pro obnovu Zámeckého vrchu podařilo zahájit obnovu. Zříceniny byly opět vyčištěny, zdi zpevněny a v roce 1998 byla dokončena stavba nové rozhledny. Slavnostní znovuotevření se konalo 13. června 1998.

## Stavební podoba
Kamenice patří mezi hrady založené během husitských válek na osamoceném a nepřístupném kopci. V první stavební fázi představovala především mocenský opěrný bod a teprve později, v blíže neurčené době, byl hrad rozšířen na přiměřeně pohodlné sídlo.
Na místě paláce stávala původně obytná věž, jejímž rozšířením vznikla dvouprostorová a čtyřpodlažní palácová stavba doplněná o vyšší nástavbu na jihovýchodní straně a drobný, nejspíše záchodový, přístavek na jižní straně. Opevnění tvořila obvodová hradba doplněná parkánem, jehož zeď se částečně dochovala na jihu a na východě. Budova je postavená z místního čediče, ale nárožní armovací kvádry jsou z pískovce.

## Přístup
Na hradní vrch vede zeleně značená turistická trasa z jeden kilometr vzdálené České Kamenice, která dále pokračuje do Kamenického Šenova vzdáleného asi 2,5 kilometru. Z rozhledny, kde je 12 metrů vysoká dřevěná rozhledna s 58 schody, je výhled jak na Českou Kamenici, tak okolní kopce Českého středohoří a Lužických hor. Přístup je volný po celý rok.

## Zajímavosti
K hradu se pojí pověst o mrazivém přízraku zámeckého sedláka. Komu se zjevil, toho potkalo brzy neštěstí.